# 安塞尔莫·拉蒙
安塞尔莫·拉蒙（Anselmo Ramon，1988年6月23日—），全名安塞尔莫·拉蒙·阿尔维斯·艾尔库拉诺（Anselmo Ramon Alves Herculano），是一名巴西职业足球运动员，现在效力于中国足球超级联赛球队杭州绿城。

## 俱乐部生涯
2014年2月7日，中国足球超级联赛球队杭州绿城宣布安塞尔莫·拉蒙以60万美元的身价租借到球队一个赛季。

## 荣誉
克鲁塞罗
- 巴西足球甲级联赛冠军: 2013